# 宮川俊行
宮川 俊行（みやがわ としゆき、1932年3月15日 - 2022年12月14日）は、日本の神学者、哲学者。カトリック教会司祭。元長崎純心大学教授。安楽死に関する研究で知られる。

## 経歴
1932年、茨城県土浦市生まれ。1944年に大村教会で洗礼を受けた。長崎県立長崎東高等学校を経て、1955年に東京大学経済学部卒業後、東京カトリック神学院に入学。1957年から1968年にかけてローマとミュンヘンへ留学し、1963年に司祭叙階を受けた。1965年教皇庁立ウルバニアナ大学大学院神学研究科、1968年同大学大学院哲学研究科をそれぞれ修了し、神学博士号と学術博士号を取得した。
1967年に東京純心女子短期大学専任講師となり、1971年長崎純心女子短期大学（現：長崎純心大学短期大学部）教授を経て、1995年長崎純心大学人文学部教授。聖スルピス大神学院、上智大学神学部、東京カトリック神学院講師も歴任した。2009年からは日本カトリック神学院教義神学講師を務めている。

## 著書
- 宮川俊行『安楽死の論理と倫理』東京大学出版会、1979年。ISBN 978-4130060950
- 宮川俊行『安楽死と宗教―カトリック倫理の現状』春秋社、1983年。
- 宮川俊行『安楽死について―「バチカン声明」はこう考える』中央出版社、1983年。ISBN 978-4805600153
- 宮川俊之『イエズスと共に』聖母の騎士社、1985年。ISBN 978-4882160083
- 宮川俊行『聖書に親しむ』聖母の騎士社、2007年。ISBN 978-4882161929

## 論文
- 「病者塗油の秘跡神学」『カトリック神学』10（20）、1971年。
- 「トマス・アクィナスにおける自然道徳律の不変性」『中世思想研究』23、1981年。
- 「「啓示」の神学的考察」『純心女子短期大学紀要』30、1993年。
- 「人体実験の倫理学的考察」『人間学紀要』23、上智大学人間学会、1993年。
- 「福祉国家の神学的考察」『社会正義』12、上智大学社会正義研究所、1993年。
- 「聖書正典成立史の諸問題」『純心人文研究』10、2004年。
- 「「聖体の秘跡におけるキリストの臨在」のカトリック神学」『純心人文研究』13、2007年。
- 「世界における神の現存 : カトリック神学的一考察」『純心人文研究』18、2012年。